# Никольское (Усть-Кубинский район)
Никольское — село в Усть-Кубинском районе Вологодской области. Административный центр Никольского сельского поселения и Никольского сельсовета.
Расстояние до районного центра Устья по автодороге — 33 км. Ближайшие населённые пункты — Филенское, Родионово, Шабарово, Маслово.
По переписи 2002 года население — 451 человек (221 мужчина, 230 женщин). Преобладающая национальность — русские (97 %).